# O General
The General (bra/prt: O General) é um filme irlando-britânico de 1998, do drama biográfico-policial, escrito e dirigido por John Boorman, com roteiro 
baseado no livro homônimo de Paul Williams, por sua vez inspirado na vida do criminoso Martin Cahill, por alcunha "O General".

## Elenco
- Brendan Gleeson - Martin Cahill
- Adrian Dunbar - Noel Curley
- Sean McGinley - Gary
- Maria Doyle Kennedy - Frances
- Angeline Ball - Tina
- Jon Voight - Inspetor Ned Kenny
- Eanna MacLiam - Jimmy
- Tom Murphy - Willie Byrne
- Paul Hickey - Anthony
- Tommy O'Neill - Paddy
- John O'Toole - Shea
- Ciarán Fitzgerald - Tommy
- Ned Dennehy - Gay
- Vinny Murphy - Harry
- Roxanna Williams - Orla